# 33886 Lilydeveau
33886 Lilydeveau è un asteroide della fascia principale. Scoperto nel 2000, presenta un'orbita caratterizzata da un semiasse maggiore pari a 2,6214437 au e da un'eccentricità di 0,0731204, inclinata di 1,06754° rispetto all'eclittica.